# Liste der Klassischen Philologen an der Friedrich-Alexander-Universität Erlangen-Nürnberg
Die Klassischen Philologen an der Friedrich-Alexander-Universität Erlangen-Nürnberg lehren und forschen heute im Seminar für Klassische Philologie an zwei Lehrstühlen, einem für Gräzistik und einem für Latinistik. Dieses Seminar ist mit dem Seminar Lateinische Philologie des Mittelalters und der Neuzeit zum Institut für Alte Sprachen zusammengefasst. Seit 1947 wird das Seminar nicht mehr von einem ersten Direktor, sondern von allen Lehrstuhlinhabern als gleichberechtigte Mitdirektoren geleitet. Stattdessen wird von der Fakultät aus den Reihen der ordentlichen Professoren der Seminare ein geschäftsführender Institutsleiter ernannt.

## Geschichte
Das Philologische Seminar wurde 1777 von Gottlieb Christoph Harleß nach der Idee des 1738 von Johann Matthias Gesner initiierten Göttinger Seminars, dessen Mitglied er 1761–1763 war, gegründet, um Latinistik und Gräzistik sowie Philologie der orientalischen Sprachen zu lehren. Schon zwei Jahre nach seiner Ernennung als Professor der Poesie und Beredsamkeit legte er am 8. Oktober 1772 der Universitätsdeputation ein Gutachten vor, um die Notwendigkeit eines solchen Seminars darzulegen und dessen Gründung zu erreichen. Auf Grund angeblicher Flüchtigkeit und Mangelhaftigkeit des Planes wurde die Genehmigung vom Markgrafen Alexander erst nach jahrelanger Rede und Gegenrede erteilt und selbst danach dauerte es weitere zwei Jahre bis zu Eröffnung des Seminars.
In den ersten Jahren war das Seminar ausdrücklich nur für Studierende der Theologie bestimmt. Es wurden zunächst zwei Stipendiaten pro Jahr, dann weitere Theologie-Studenten zur Einschreibung für Philologie zugelassen.
Da Harleß in den letzten Jahren den Anforderungen nicht mehr gewachsen war und die politische Situation zu finanziellen Problemen führte, sprach Dekan Breyer nach dem Tod Harleß’ von einem schon seit Jahr und Tag bis zur Auszehrung erkrankten Seminar. Es gelang nicht, einen Nachfolger zu finden der das tief gesunkene Studium der klassischen Philologie heben würde und so wurde der Rektoratsverweser Josef Stußmann am 17. November 1815 mit der Leitung des Seminars betraut. Als er entgegen seinen Forderungen nicht zum Professor und Ordinarius berufen wurde, sondern sogar mit Georg Wilhelm Friedrich Hegel am 25. August 1816 einem Philosophen der Vorzug gegeben wurde, auch wenn der inzwischen einen Ruf nach Heidelberg angenommen hatte, verweigerte Stußmann die weitere Arbeit und legte am 21. September 1816 das Amt nieder. Kurz darauf erkrankte er und verstarb drei Monate später unerwartet im Alter von 39 Jahren.
Ludwig Heller fand schließlich ein Jahr später als Harleß’ Nachfolger ein in Verfall geratenes Seminar vor, dessen mittlerweile mehr als 20 Jahre andauernden schlechten Zustand er auf Grund seiner übertriebenen Gewissenhaftigkeit und gewissen Ängstlichkeit zeitlebens nicht verbessern konnte.
Erst als Ludwig Döderlein 1826 Direktor des philologischen Seminars wurde, trat die von der Fakultät erhoffte Wende ein. Otto Stählin spricht von einer zweiten Gründung des Seminars. Eine der ersten Amtshandlungen Döderleins war die Ausarbeitung einer neuen Seminarordnung, die vom Senat wenige Monate später als sehr zweckmäßig anerkannt und bestätigt wurde.
Ab diesem Zeitpunkt wurde das Seminar zum öffentlichen Institut, mit dem Zweck der vorzugsweisen Widmung der Philologie. Die Philologie ist als Wissenschaft und als Berufsstudium selbständig geworden.
Mit Joseph Kopp wurde 1827 ein zweites Ordinariat geschaffen, um Döderlein, der durch seine Arbeit als Gymnasialdirektor stark beansprucht war, zu unterstützen. Gleichzeitig folgte eine Unterteilung in Latinistik und Gräzistik. Die glänzendste Zeit seiner Geschichte hatte das Seminar jedoch während der gemeinsamen Leitung durch Kopps Nachfolger Nägelsbach und Döderlein. Sie legten durch die Gründung eines Seminarfonds den Grundstein für die später eingerichtete Seminarbibliothek.
Der Zuwachs an Studenten erlaubte es 1902, einen weiteren Lehrstuhl für Latinistik zu schaffen, auf den der außerplanmäßige Professor Ferdinand Heerdegen berufen wurde.
In den Zeiten des Zweiten Weltkrieges war die Lage an der Philosophischen Fakultät sehr angespannt, viele Studenten und Dozenten wurden zum Kriegsdienst herangezogen und die Hörsäle und andere Räumlichkeiten wurden als Lazarette oder Lebensmittellager benötigt. So wurde das Ordinariat für Gräzistik überhaupt nicht und ein Lehrstuhl für Latinistik zwar 1943 durch die Berufung Otto Seels besetzt, diese Stelle blieb jedoch durch dessen Heeresdienst faktisch unbelegt und die Vorlesungen wurden vor allem durch den Emeritus Alfred Klotz und den verbliebenen Kurt Witte gehalten.
Mittlerweile wurde der dritte Lehrstuhl nicht erneut besetzt und aufgelöst.

## Klassische Philologen
| Dozent                                                    | Ernennung | Austritt | Funktion                                     | Bemerkung | Bild       |
| --------------------------------------------------------- | --------- | -------- | -------------------------------------------- | --- | ---------- |
| Gottlieb Christoph Harleß (1738–1815)                     | 1777      | 1815     | Ordinarius                                   | Professor der Beredsamkeit und Dichtkunst sowie Gründer des Seminars |            |
| Ludwig Heller (1775–1826)                                 | 1817      | 1826     | Ordinarius                                   | 1806 Lehrer am Gymnasium in Ansbach, 1808 Professor am Gymnasium in Nürnberg, Professor der Philosophie und klassischen Philologie |            |
| Johann Ludwig Christoph Wilhelm von Döderlein (1791–1863) | 1826      | 1863     | Ordinarius                                   | 1815 Professor für klassische Philologie in Bern, 1819 Rektor des Erlanger Gymnasiums und zweiter Professor für klassische Philologie in Erlangen, 1826 erster Direktor des philologischen Seminars, 1827 Professor der Beredsamkeit                                                                                       |            |
| Joseph Kopp (1788–1842)                                   | 1827      | 1842     | Ordinarius                                   | 1819 Professor der Geschichte und zweiter Vorstand des philologischen Seminars am Lyceum, 1827 Professor der Klassischen Philologie und Lehrstuhlinhaber |            |
| Karl Friedrich Nägelsbach (1806–1859)                     | 1842      | 1859     | Ordinarius                                   | 1827 bis 1842 Lehrer und Professor am Gymnasium in Nürnberg, 1842 ordentlicher Professor, Wintersemester 1849 und Sommersemester 1850 Prorektor |            |
| Heinrich Keil (1822–1894)                                 | 1859      | 1869     | Ordinarius                                   | 1855 Oberlehrer des Friedrichwerderschen Gymnasiums in Berlin, Privatdozent an der Friedrich-Wilhelms-Universität in Berlin, 1859 Lehrstuhl für klassische Philologie in Erlangen, 1869 Professor in Halle |            |
| Eugen Petersen (1836–1919)                                | 1862      | 1864     | Privatdozent                                 | 1864–1873 Gymnasiallehrer, 1873–1879 Ordinarius in Dorpat, 1879–1886 in Prag, 1886/87 1. Sekretar des DAI Athen, 1887–1905 des DAI Rom |            |
| Iwan von Müller (1830–1917)                               | 1864      | 1893     | Ordinarius                                   | 1853 Gymnasiallehrer in Ansbach, 1864 Professor für klassische Philologie und Pädagogik in Erlangen und Ordinarius für klassische Philologie, 1893 Lehrstuhlinhaber für klassische Philologie der Universität München, Begründer des Handbuchs der Altertumswissenschaft                                                   |            |
| Alfred Schöne (1836–1918)                                 | 1869      | 1874     | Ordinarius                                   | 1867 außerordentlicher Professor in Leipzig, 1869 ordentlicher Professor und Ordinarius für Klassische Philologie in Erlangen, 1871 zusätzlich Vertretungsprofessor für Alte Geschichte, 1887 Professor in Königsberg und 1892 in Kiel                                                                                     |            |
| Eduard Wölfflin (1836–1918)                               | 1875      | 1880     | Ordinarius                                   | 1861 Gymnasialprofessor in Winterthur, 1869 ausserordentlicher Professor der Universität Zürich, 1871 ordentlicher Professor für Klassische Philologie und Literaturgeschichte, 1875 ordentlicher Professor und Ordinarius in Erlangen, 1880 bis 1905 ordentlicher Professor an der Ludwig-Maximilians-Universität München |            |
| Ferdinand Heerdegen (1845–1930)                           | 1876      | 1920     | Ordinarius ab 1902                           | 1876 Privatdozent, 1888 außerordentlicher Professor, 1902 ordentlicher Professor und Ordinarius |            |
| August Luchs (1849–1938)                                  | 1880      | 1920     | Ordinarius                                   | 1880 ordentlicher Professor der Klassischen Philologie und Ordinarius, 1893 erster Direktor des Philologischen Seminars |            |
| Adolf Römer (1843–1913)                                   | 1893      | 1913     | Ordinarius                                   | 1887 bis 1893 Rektor des Gymnasiums in Kempten, 1893 Nachfolger Iwan von Müllers |            |
| Otto Stählin (1868–1949)                                  | 1913      | 1935     | Ordinarius Emeritus ab 1935                  | 1908 ordentlicher Professor der Klassischen Philologie und Pädagogik in Würzburg, 1913 Professor der klassischen Philologie und Pädagogik und Ordinarius in Erlangen |            |
| Alfred Klotz (1874–1956)                                  | 1920      | 1956     | Ordinarius Emeritus ab 1939                  | 1911 Lehrstuhlinhaber der Karls-Universität Prag, 1920 Ordinarius in Erlangen, Wintersemester 1930/31 Rektor der Universität Erlangen |            |
| Kurt Witte (1885–1950)                                    | 1920      | 1950     | Ordinarius                                   | 1917 außerplanmäßiger Professor in Münster, 1917 außerordentlicher Professor der Universität Greifswald, 1920 Ordinarius in Erlangen |            |
| Otto Seel (1907–1975)                                     | 1940      | 1972     | Ordinarius ab 1940 erneut Ordinarius ab 1951 | 1940 planmäßiger außerordentlicher Professor, 1940 zum Kriegsdienst eingezogen, 1943 ordentlicher Professor „im Felde“, 1949 erneut als Dozent bestätigt und außerplanmäßiger Professor, 1950 Lehrstuhlvertretung, 1951 ordentlicher Professor und Ordinarius                                                              |            |
| Carl Koch (1907–1956)                                     | 1947      | 1956     | Ordinarius                                   | 1940 Dozent für klassische Philologie an der Universität Königsberg, 1940 kommissarischer Vertreter der latinistischen Lehrkanzel der Universität Graz, 1943 planmäßiger außerordentlicher Professor, 1942 bis 1945 Heeresdienst, 1946 bis 1947 Lehrstuhlvertretung in München, 1947 Ordinarius in Erlangen                |            |
| Hans Strohm (1908–1998)                                   | 1956      | 1974     | außerplanmäßiger Professor                   | 1948 Privatdozent in München, danach Oberstudiendirektor und Direktor des Gymnasiums Fridericianum Erlangen, 1956 außerplanmäßiger Professor in München, 1956 außerplanmäßiger Professor in Erlangen, 1974 ordentlicher Professor und Lehrstuhlinhaber der Universität Wien                                                |            |
| Reinhold Merkelbach (1918–2006)                           | 1957      | 1961     | Ordinarius                                   | 1950 Privatdozent in Hamburg, 1957 ordentlicher Professor und Ordinarius der Universität Erlangen, 1961 ordentlicher Professor der Universität Köln |            |
| Rudolf Till (1911–1979)                                   | 1958      | 1979     | Ordinarius Emeritus ab 1976                  | 1938 außerordentlicher Professor für klassische Philologie in München als Lehrstuhlinhaber und Nachfolger von Johannes Stroux, 1949 Unterrichtsleiter der Internatsschule Birklehof in Hinterzarten, 1958 ordentlicher Professor und Lehrstuhlinhaber der Universität Erlangen                                             |            |
| Alfred Heubeck (1914–1987)                                | 1962      | 1980     | Ordinarius Emeritus ab 1979                  | 1938 Lehrer am Gymnasium Fridericianum Erlangen, 1956 Leiter des Melanchthon-Gymnasiums Nürnberg, 1957 außerplanmäßiger Professor, 1962 ordentlicher Professor und Ordinarius, Wintersemester 1978/79 Leiter des Instituts für Alte Sprache                                                                                |            |
| Walter Burkert (1931–2015)                                | 1962      | 1966     | Privatdozent                                 | 1966 Professor für Altphilologie an der Technischen Universität Berlin, 1996 Professor für Altphilologie an der Universität Zürich |            |
| Joachim Gruber (* 1937)                                   | 1974      | 1990     | Privatdozent                                 | 1965 Lehrer am Ohm-Gymnasium in Erlangen, 1968 Privatdozent in Erlangen, 1990 Professor für Klassische Philologie an der Ludwig-Maximilians-Universität München |            |
| Klaus Stiewe (1927–1987)                                  | 1975      | 1986     | Ordinarius                                   | 1968 Privatdozent der Universität Münster, 1975 ordentlicher Professor und Lehrstuhlinhaber für Klassische Philologie in Erlangen, Wintersemester 1978/79 Leiter des Instituts für Alte Sprachen |            |
| Hans Jürgen Tschiedel (* 1941)                            | 1976      | 1982     | Privatdozent                                 | 1976 Privatdozent am Erlanger Seminar für Klassische Philologie, 1982 ordentlicher Professor und Lehrstuhlinhaber an der Katholischen Universität Eichstätt |            |
| Niklas Holzberg (* 1946)                                  | 1979      | 1983     | Privatdozent                                 | 1979 Privatdozent am Erlanger Seminar für Klassische Philologie, 1983 ordentlicher Professor der Universität München |            |
| Severin Koster (* 1942)                                   | 1979      | 2008     | Ordinarius i. R. ab 2008                     | 1976 Privatdozent an der Universität Trier, 1979 ordentlicher Professor und Lehrstuhlinhaber in Erlangen |            |
| Egert Pöhlmann (* 1933)                                   | 1980      | 2001     | Ordinarius i. R. ab 2001                     | 1962 Lehrer in Hof (Saale), 1968 Privatdozent in Erlangen, ab 1970 Universitätsdozent, 1972 außerplanmäßiger Professor, 1974 Wissenschaftlicher Rat und Professor, 1976 ordentlicher Professor und Ordinarius in Gießen, 1980 ordentlicher Professor für Klassische Philologie in Erlangen.                                |            |
| Michael Erler (* 1953)                                    | 1986      | 1991     | außerordentlicher Professor                  | 1986 Lehrstuhlvertretung an der Universität Erlangen, 1989 außerordentlicher Professor, 1991 Ordinarius für Klassische Philologie an der Universität Würzburg |            |
| Wolfram Ax (1944–2020)                                    | 1992      | 1993     | außerordentlicher Professor                  | 1984 Professor für Klassische Philologie in Göttingen, 1992 außerordentlicher Professor der Universität Erlangen, 1993 ordentlicher Professor in Düsseldorf, 1996 Ordinarius an der Universität zu Köln | Wolfram Ax |
| Walter Kißel (* 1951)                                     | 1993      | 2017     | ordentlicher Professor                       | 1986 außerordentlicher Professor in Heidelberg, 1993 ordentlicher Professor für Klassische Philologie in Erlangen am Lehrstuhl von Severin Koster, seit 2008 kommissarischer Leiter des Lehrstuhls für Latein |            |
| Stephan Schröder (* 1962)                                 | 2001      |          | Ordinarius                                   | Lehrstuhlvertretung an der Heinrich-Heine-Universität Düsseldorf, Privatdozent der Klassischen Philologie an der Universität zu Köln, 2001 außerplanmäßiger Professor, dann ordentlicher Professor und Lehrstuhlinhaber als Nachfolger von Egert Pöhlmann                                                                  |            |
| Christoph Schubert (* 1970)                               | 2017      |          | Ordinarius                                   | Nachfolger von Kißel |            |